# Hulkling
Hulkling (Dorrek VIII, también conocido como Theodore "Teddy" Altman) es un superhéroe ficticio que aparece en los cómics estadounidenses publicados por Marvel Comics. El personaje ha sido representado como miembro de los Jóvenes Vengadores, un equipo de superhéroes del Universo Marvel. El personaje de Hulkling sigue el modelo de Hulk, con habilidades de cambio de forma que van mucho más allá de la capacidad de imitar a Hulk y una fuerza sobrehumana. Es conocido por su relación con su compañero Joven Vengador Wiccan, notable por ser una de las relaciones homosexuales de más alto perfil en los cómics.

## Historia de la publicación
Hulkling fue creado por el guionista Allan Heinberg y el artista Jim Cheung y apareció por primera vez en Jóvenes Vengadores #1 (abril de 2005), junto con otros héroes adolescentes que siguen el modelo de los miembros fundadores de Los Vengadores.
Hulkling fue planeado originalmente para ser un personaje femenino. Según Tom Brevoort: "Originalmente, Allan creó a Hulkling como un personaje femenino utilizando sus habilidades de cambiar de forma para hacerse pasar por un hombre. Sospecho que esto era lo más cerca que Allan sentía que podía llegar a representar una relación homosexual en un cómic de Marvel, pero a medida que se puso en marcha... comenzó a tener dudas y se acercó a mí para mantener a Hulkling y Wiccan como dos personajes masculinos emparejados".
También apareció en Guerra Civil: Young Avengers/Runaways y apareció en el crossover de Guerra Civil.
Hulkling apareció por última vez en la serie del 2013 de los Jóvenes Vengadores de Kieron Gillen y Jamie McKelvie y aparecerá con Wiccan en Nuevos Vengadores como parte de Todo Nuevo, Todo Diferente Marvel.
Más recientemente, Hulkling ha sido un jugador clave en Empyre, el evento cruzado de verano de 2020 de Marvel. Un one-shot, Lords of Empyre: Emperor Hulkling, escrito por Chip Zdarsky y el autor queer Anthony Oliveira, completa parte de la historia de fondo de cómo Hulkling fue llamado a convertirse en emperador y su relación con Wiccan.
En abril de 2021, Hulkling y Wiccan se convirtieron en miembros de los Guardianes de la Galaxia, comenzando con Guardians of the Galaxy #13 de Al Ewing, Juan Frigeri y Brett Booth.

## Biografía ficticia del personaje
En su primera aparición, poco se revela sobre Hulkling excepto el hecho de que es criado por una madre soltera. Todo esto cambia cuando aparece el extraterrestre metamórfico conocido como Super-Skrull, afirmando que Teddy es un Skrull. El Super-Skrull se sorprende al enterarse de que Teddy tiene gran fuerza y se pregunta "si tal vez los rumores sobre su padre eran ciertos". El Super-Skrull sigue a los Jóvenes Vengadores a la casa de Wiccan, donde la madre de Teddy está esperando. El Super-Skrull libera un dispositivo diseñado para revertir a Teddy en su verdadera forma, en un intento de demostrarle su linaje Skrull. Si bien el dispositivo no cambia la apariencia física de él, pero la Sra. Altman, quien también se encuentra atrapada en el haz del dispositivo, se convierte en una Skrull. Cuando el Super-Skrull la acusa de ser una traidora a su raza, ella responde diciendo que la Emperatriz le ordenó proteger a Teddy, incluso de gente como él y saca una pistola. El Super-Skrull responde matándola a pesar de que no era su intención.
El Super-Skrull revela que, años atrás, durante la Guerra Kree-Skrull, secuestraron al Capitán Mar-Vell, a Quicksilver y a la Bruja Escarlata, presentándolos al Emperador Skrull Dorrek VII. Aunque los héroes más tarde escaparon, la hija del Emperador, la Princesa Anelle, concibió un hijo con Mar-Vell. Al nacer, el niño estaba destinado a morir por Dorrek VII. Sin embargo, su enfermera lo trajo de contrabando en la Tierra y lo crio como Teddy.
El Super-Skrull revela que su intención es llevar de vuelta a Teddy al Imperio para que pueda unificar a su pueblo. Sin embargo los soldados Kree llegan para llevárselo como uno de los suyos. Una batalla estalla entre los Kree y los Skrull. Teddy pone fin al conflicto entregándose. Se llega al acuerdo de que Teddy estará medio año de la Tierra con los Kree y el otro medio con los Skrull, momento en el que decidirá su verdadera lealtad. Sin embargo, el "Teddy" que deja la Tierra es en realidad el Super-Skrull disfrazado. El verdadero Teddy permanece en la Tierra.

### Guerra Civil
Junto con el resto de su equipo, Hulkling estará del lado de los Vengadores Secretos en contra de la Ley de Registro de Superhumano durante la Guerra Civil de Marvel. Él juega un papel fundamental en el plan del Capitán América en la confrontación final con las fuerzas de Iron Man, transformándose en Chaqueta Amarilla con el fin de liberar a los héroes encerrados en la Prisión 42.

### Encuentro con el Capitán Marvel
En Young Avengers Presents #2, Hulkling contacta con el misteriosamente revivido Capitán Marvel para hablar con él acerca de su identidad como hijo de Mar-Vell. Mar-Vell confirma la historia del Super-Skrull en relación con su origen y que él podría ser su padre, a pesar de que no estaba al tanto de su existencia pues él y la princesa Skrull Anelle nunca volvieron a verse. Mar-Vell consuela a un Teddy frustrado, que está molesto con la intención de Mar-Vell para volver al pasado, expresando su interés en pasar más tiempo con él antes de que muera. Sin embargo, la historia termina con Teddy afirmando que él nunca vio a Mar-Vell vivo otra vez.
La trama destacó la frustración de Teddy con su orfandad esencialmente durante los acontecimientos del evento "Family Matters" y sus esperanzas de establecer una relación de padre e hijo con Mar-Vell, su último familiar existente.
Historias posteriores revelarán que el "revivido" Capitán Marvel con el que Teddy que se contactó era un impostor Skrull llamado Khn'nr; creado por los científicos Skrull para imitar al soldado Kree original. Debido a una programación incorrecta, el Skrull realmente creía ser el verdadero Mar-Vell.
En Children's Crusade: Young Avengers One Shot, se muestra que una versión futura de Teddy tomó el manto del Capitán Marvel y usó una versión del traje clásico de su padre con el color blanco y verde de su uniforme Kree original.

### Invasión Secreta
Los Jóvenes Vengadores se enfrentan a un grupo de superpoderosos Skrulls. Hulkling tratará de usar su origen Skrull para calmarlos pero será noqueado con ráfagas de energía. Se reveló que Veranke y algunos dirigentes de la invasión han ordenado específicamente la muerte de Teddy sin informar a los soldados de su herencia real, por temor a que pudiera confundirlos y romper su lealtad. Teddy se salvará de la ejecución en el último segundo gracias a Xavin. Con la ayuda de Xavin, Speed y Wiccan, Hulkling sobrevive a un ataque de X'iv, un asesino Skrull con los poderes de Daredevil, Elektra, Capa y Puñal.
Más tarde, un Skrull revelará a Hulkling, Wiccan y Ojo de Halcón que invadir la Tierra era la última oportunidad que tenían ya que todos sus planetas habían sido destruidos.

### Pecado Original
Teddy aparece en la miniserie los Pecados Originales. Con sus amigos Marvel Boy y Prodigio (David Alleyne) que tratan de salvar a las personas inocentes de los secretos cósmicos que los están conduciendo a la locura.

### Todo Nuevo, Todo Diferente Marvel
Como parte del evento Todo Nuevo, Todo Diferente Marvel, Hulkling (junto con Wiccan) se convirtió en miembro de los Nuevos Vengadores de Sunspot. Finalmente, un pequeño grupo de híbridos Kree-Skrull llega a la Tierra y secuestra a Teddy para que pueda asumir su posición como rey y unir a las dos razas alienígenas en guerra. Teddy obtiene la espada del rey anterior y la usa para derrotar al mago fantasma Moridun, pero anuncia que tiene compromisos para proteger la Tierra y regresará para cumplir con su destino si y cuando esté listo. Más tarde, logra rescatar a Billy, quien fue tomado por Moridun, convenciéndolo de luchar.

### Empyre
Teddy luego acepta su herencia y el manto de "Dorrek VIII", y, a costa de dejar a Billy, se convierte en el nuevo gobernante de la Alianza Kree-Skrull, con lo que comienza los preparativos para invadir la Tierra para "la guerra final".Esto se representó aún más cuando Raksor y Bel-Dann visitan a Teddy durante su viaje a Krakoa, donde quieren que lleve a los Kree y los Skrull a una alianza para combatir una creciente amenaza en la Luna. Su reunión es interrumpida por algunos soldados Skrull que forman los Hijos de Tarnax Perdido, quienes los llamaron herejes. Se desata una pelea hasta que Teddy se convierte en Hulkling y agarra la Espada del Espacio que asusta a los Hijos de Tarnax restantes. Al ser transportado a la nave insignia imperial, Hulkling se encuentra con Tanalth el Traductor, quien lo nombra Dorrek VIII de la recién fundada Alianza Kree-Skrull. Cuando Tanalth el Perseguidor quiere lidiar con la insurgencia del Empyre, Hulkling afirma que primero deberían hacer una ofrenda de paz. Luego presenta a los guardias reales que trabajarán para Hulkling, como el Capitán Glory y la hechicera Kree-Skrull M'ur-Ginn de los Caballeros del Infinito. Cuando se revela que el último miembro es Super-Skrull, Hulkling lo golpea por lo que le hizo a su madre. Super-Skrull declaró que en realidad mató a la camarera que lo crio después de huir de la Princesa Anelle, de lo que ahora se arrepiente. Después de terminar la discusión, Tanalth el Perseguidor explica que las flotas Kree y Skrull se dirigen a la puerta estelar Titán cerca de Saturno. Él sugiere que hagan una parada primero. Hulkling visita la tumba de Mar-Vell, donde afirma que su madre le ha contado sobre sus actos heroicos. Aunque Hulkling tuvo que romper lazos con Wiccan, quien afirma que estará en la Tierra cuando regrese.
Además de preparar a Hulkling para el evento Empyre, Lords of Empyre: Emperor Hulkling también muestra la importancia para Hulkling de su relación con Wiccan. Era importante para el coautor Anthony Oliveira que el one-shot retratara la "vida queer" cotidiana que vive Hulkling y ampliar su personaje, que a menudo "se queda en el banco" mientras "Wiccan está salvando el mundo".Oliveira había mostrado previamente a la pareja teniendo una vida cotidiana queer con Wiccan yendo a un brunch drag con Loki, con Hulkling descansando en el sofá de su casa, comiendo cereal de desayuno de un tazón equilibrado sobre Excelsior, su Star Sword.Los eventos de Emperor Hulkling comienzan en un bar de drag, donde Hulkling está bebiendo con sus compañeros Jóvenes Vengadores Prodigio y Veloz, quienes también son representados como pareja.Este one-shot, la serie Empyre y el one-shot coda Empyre: Aftermath Avengers ganaron conjuntamente el premio GLAAD Media Award al cómic destacado el 8 de abril de 2021.

## Relaciones
La relación entre Wiccan (entonces llamado Asgardiano) y Hulkling (y su último diseño del personaje) han llevado a algunos lectores a especular que los dos jóvenes tienen un vínculo mucho más íntimo que una simple amistad. Allan Heinberg confirmó esta especulación en una convención de San Diego, declarando que su intención era poner de manifiesto la relación en el número #12 y se sorprendió de que sus sutiles pistas fueron captadas en tan poco tiempo.
Desde Jóvenes Vengadores #2, cada letra de las páginas ha supuesto el intercambio de opiniones entre las personas que apoyan y las personas que están en contra de la representación de superhéroes gais. Muchos lectores alaban la introducción de una pareja gay en un cómic, mientras que otros han mostrado su desdén por la relación.
En el Especial Jóvenes Vengadores, el equipo se compromete a dar una entrevista a Kat Farrell y Jessica Jones advierte a Billy y a Teddy que Farrell probablemente les preguntará si los rumores acerca de ellos son verdaderos. Después de algunas deliberaciones, los dos deciden decirlo, agregando Teddy: "¿Por qué debería Northstar quedarse toda la diversión?"
En Cable & Deadpool #30, este último es capturado por los Vengadores Secretos del Capitán América, con quienes los Jóvenes Vengadores se habían unido; Deadpool, un típico rompedor de la cuarta pared, hizo una referencia sutil a la sexualidad de Hulkling y Wiccan refiriéndose al equipo como "... Los maduros, núbiles Jóvenes Vengadores! Y estoy especialmente desconcertado al admitir que Wiccan y Hulkling parecen especialmente núbiles..."
En Vengadores: La Cruzada de los Niños #10, Teddy se lo propone a Billy y los dos comparten su primer beso en una viñeta.

## Poderes y habilidades
Hulkling es un descendiente híbrido de un apareamiento Kree/Skrull. Cada una de sus capacidades proviene de sus orígenes extraterrestres. Su capacidad de cambiar de forma/metamorfosis y su factor de curación acelerado provienen de su origen Skrull, mientras que su fuerza sobrehumana se origina en su sangre Kree. Sin embargo él es más fuerte que incluso la mayoría de los Kree debido a su mitad Skrull.
Sus poderes Skrull le permiten cambiar de forma para hacerse pasar por otros, alterar partes de su cuerpo o de agregar totalmente nuevas habilidades. Se puede crear garras, cambiar de altura, crear una armadura corporal o tener alas.
Un factor de curación le permite sanar las heridas rápidamente, pero no a una velocidad como la de Lobezno o Hulk. Sus habilidades metamórficas también actúan autónomamente para protegerlo, como se ve en Guerra Civil: Jóvenes Vengadores/Runaways, donde sus órganos internos constantemente se reorganizan para evitar daños durante una vivisección practicada por el alcaide del Cubo. La anatomía extraterrestre de Hulkling también le impide ser controlado por poderes basados en feromonas como los utilizados por Daken.

## Otras versiones

### Cuentos de Hadas: Vengadores
En la historia Cuentos de Hadas: Vengadores, Hulkling aparece como El Sombrerero en una adaptación de las aventuras de Las aventuras de Alicia en el País de las Maravillas.

### Tierra-A
Hulkling es uno de los 142 superhumanos que están registrados, lo que implica que se había unido a la Iniciativa. Aparece brevemente en el Campamento Hammond. Sin embargo, esta versión de Hulkling era de otra dimensión que más tarde regresará a la Tierra-A y el Teddy real permanecerá sin registrar.

### Marvel Zombies
Hulkling aparece brevemente en la miniserie Marvel Zombies Vs. Army of the Darkness. Mientras Ashley G. Williams está tratando de salvar la ciudad se enfrenta a un Hulkling zombi. Con poco esfuerzo, con las motosierras de sus brazos y cabeza destruye al zombi.

## En otros medios

### Videojuegos
- Hulkling aparece en Lego Marvel Vengadores, con la voz de Scott Whyte.
- Hulkling aparece en Marvel Future Fight.[29]
- Hulkling aparece como un personaje reclutable en Marvel Avengers Academy. Aparece durante el evento "Jóvenes Vengadores".[30]
- En junio de 2022, Hulkling estuvo disponible como personaje jugable en Marvel Puzzle Quest [31] y Marvel Contest of Champions.[32]